# Halston (miniserie televisiva)
Halston è una miniserie televisiva statunitense del 2021, prodotta da Ryan Murphy e basata sulla vita dell'omonimo stilista (interpretato da Ewan McGregor). Adattata dal libro biografico Simply Halston di Steven Gaines (1991), la serie ha fatto il suo debutto su Netflix il 14 maggio 2021.

## Puntate
| n. | Titolo originale           | Titolo italiano | Prima TV originale | Prima TV in italiano |
| -- | -------------------------- | --------------- | ------------------ | -------------------- |
| 1  | Becoming Halston           |                 | 14 maggio 2021     | 14 maggio 2021       |
| 2  | Versailles                 |                 | 14 maggio 2021     | 14 maggio 2021       |
| 3  | The Sweet Smell of Success |                 | 14 maggio 2021     | 14 maggio 2021       |
| 4  | The Party's Over           |                 | 14 maggio 2021     | 14 maggio 2021       |
| 5  | Critics                    |                 | 14 maggio 2021     | 14 maggio 2021       |

## Personaggi e interpreti

### Personaggi principali
- Halston, interpretato da Ewan McGregor
- Elsa Peretti, interpretata da Rebecca Dayan
- Joe Eula, interpretato da David Pittu
- Liza Minnelli, interpretata da Krysta Rodriguez
- David J. Mahoney, interpretato da Bill Pullman

### Personaggi di supporto
- Joel Schumacher, interpretato da Rory Culkin
- Ed Austin, interpretato da Sullivan Jones
- Eleanor Lambert, interpretata da Kelly Bishop
- Victor Hugo, interpretato da Gian Franco Rodriguez
- Pat Cleveland, interpretata da Dilone
- Adele, interpretata da Vera Farmiga
- Mike, interpretato da James Waterston
- Carl Epstein, interpretato da Jason Kravits
- Martha Graham, interpretata da Mary Beth Peil
- Halston da giovane, interpretato da Maxim Swinton
- Karen Bjornson, interpretata da Sietzka Rose
- French PA, interpretato da Jacopo Rampini

## Produzione
Nel gennaio 2019, Legendary Television e Killer Films annunciarono di aver iniziato a lavorare sulla miniserie Simply Halston, basata sulla vita dello stilista e ispirata dall'omonimo libro di Steven Gaines, con Ewan McGregor a interpretare Halston. Nel settembre 2019, Ryan Murphy rivelò alla rivista Time di aver firmato come produttore esecutivo della miniserie (rinominata Halston), e che questa gli era stata commissionata da Netflix.
La serie ha quindi fatto il suo debutto sulla piattaforma di streaming il 14 maggio 2021.

## Accoglienza
Il sito Rotten Tomatoes registra un indice di approvazione del 66%, basato su 53 critiche professionali, dividendosi tra chi plaude la "coinvolgente e ispirata trasformazione da McGregor ad Halston" (come Sonia Saraiya di Vanity Fair) e chi definisce la miniserie "un pasticcio misto, che sperpera materiale prezioso attraverso una costruzione inadeguata" (come Judy Berman del Time). Ha invece un ben più alto indice di approvazione popolare dell'80%.
L'aggregatore Metacritic dà invece alla serie un punteggio medio ponderato di 50 su 100 basato su 22 recensioni critiche, oltre a un voto popolare di 7.1/10.